# TERA
The Exiled Realm of Arborea (TERA) – gra komputerowa z gatunku MMORPG wyprodukowana przez Bluehole i wydana 1 maja 2012 przez Gameforge. W lutym 2013 roku zmieniono tytuł na Tera: Rising zmieniając tym samym formę subskrypcji z dotychczasowej płatnej na freemium.
TERA jest typową grą MMORPG, w której zadaniem gracza jest wykonywanie zadań czy rywalizacji PvP, a rozgrywka jest przedstawiona z perspektywy trzeciej osoby.

## Odbiór gry
Tera spotkała się w większości z pozytywnymi reakcjami recenzentów, uzyskując według agregatora Metacritic średnią z ocen wynoszącą 77/100 punktów oraz 76,30% według serwisu GameRankings.